# Snakebite band
Snakebite  - zespół hard-rockowy powstał w 2012 roku w Poznaniu. Największą inspirację do pisania muzyki zespół czerpie z takich formacji jak Skid Row, Alice in Chains, Metallica, Whitesnake. 
Największym sukcesem zespołu jest osiągnięcie 1 miejsca na liście przebojów radia Merkury i utrzymanie się w 1 dziesiątce przez 4 kolejne tygodnie z utworem "Try To Fly". Formacja współpracowała nad swoim EP zatytułowanym "Try To Fly"
ze Stephenem Marcussenem, człowiekiem odpowiedzialnym za brzmienie takich zespołów The Rolling Stones,Alice In Chains, Nirvana, Aerosmith czy też Ozzy Osbourne.
Kapela obecnie przygotowuje się do promowania swojego nowo wydanego EP poprzez koncerty, które zaplanowane są na listopad i grudzień 2014 roku.